# Seksualni sadizem
Seksualni sadizem in spolni sadizem, v novejših diagnostičnih zapisih seksualna sadistična motnja, je stanje, ko posameznik doživi spolno vzburjenje in zadovoljitev kot odgovor na prizadejanje bolečine, mučenje ali poniževanje drugega. Tovrstna parafilija se ne sme enačiti s situacijami, kjer strinjajoči se osebki za doseganje spolnega vzburjenja uporabljajo blago ali stimulirano bolečino in poniževanje. Besedi sadizem in sadist izvirata iz priimka Marquisa de Sada, ki je bil znan po romanih s sadistično tematiko.

## Povezani izrazi in stanja
Seksualna sadistična motnja je izraz, ki ga v peti izdaji Diagnostičnega in statističnega priročnika duševnih motenj (DSM-5) uporablja Ameriško psihiatrično združenje. Stanje je tam opisano kot ponavljajoče in intenzivno spolno vzburjenje, do katerega pride kot posledica fizičnega ali psihološkega trpljenja druge osebe. Seksualni sadizem spada med parafilije, neobičajne spolne prakse. Posamezniku bi seksualno sadistično motnjo diagnosticirali, če ga njegove sadistične fantazije ali nagoni spravljajo v stisko oziroma je že ravnal v skladu s svojimi nagoni, pri čemer je bila vključena nestrinjajoča se oseba.
Mednarodna klasifikacija bolezni (ICD-10), ki jo ureja Svetovna zdravstvena organizacija (WHO), v priročniku navaja sadomazohizem. Stanje je opisano kot "preferenca do spolne aktivnosti, ki vključuje omejevanje (bondage) oziroma povzročanje bolečine in poniževanja." Dalje klasifikacija deli sadomazohizem na sadizem in mazohizem, pri čemer je glavni razločevalni kriterij, ali je posameznik raje prejemnik ali ponudnik omenjenih aktivnosti.
Parafilična koercivna motnja (biastofilija) se nanaša na stanje, pri katerem ima posameznik raje nestrinjajoče se spolne partnerje. Od seksualne sadistične motnje se omenjena motnja razlikuje po tem, da povzročanje bolečine, ki je posledica nasilnega omejevanja druge osebe, posamezniku ne predstavlja cilja. Četudi je motnja navadno klasificirana kot parafilija, se ne pojavlja v trenutnih različicah DSM ali ICD. BDSM (iz angleškega izraza "bondage/discipline dominance/submission sadomasochism") je termin, ki se nanaša na subkulturo posameznikov, ki prostovoljno sodelujejo v raznih praksah blage ali stimulirane bolečine oziroma poniževanja.

## Značilnosti
Pri parafilični koercivni motnji posameznik uporabi dovolj sile, da obvlada svojo žrtev, medtem ko oboleli s seksualno sadistično motnjo s škodovanjem pogosto nadaljuje, kar lahko v nekaterih primerih vodi celo v smrt in pohabljenje trupla. Seksualne sadiste med drugih vzburja predvsem razno omejevanje žrtve (bondage), analno posilstvo, vaginalno posilstvo in penetracija žrtve z različnimi stvarmi. Za sadistične posiljevalce naj bi bile značilna predvsem impulzivnost, psihopatija, hiperseksualnost in brezčutje.
Četudi zgleda, da obstaja lestvica intenzivnosti, ki sega od blage (BDSM) do zmerne (parafilična koercivna motnja) in hude (seksualna sadistična motnja) intenzitete, ni popolnoma jasno, ali gre pri tem za povezana stanja. Le malo je znanega o razvoju seksualne sadistične motnje. Večina posameznikov, diagnosticiranih s to motnjo, je odkritih komaj po zagrešenem spolnem prestopku. Večji delež seksualnih sadistov je moških, medtem ko je razmerje med spoloma pri zanimanju za BDSM 2:1 (moški:ženske). Ljudje, ki jim diagnosticirajo seksualno sadistično motnjo, imajo zvišano verjetnost, da izkazujejo tudi kakšne druge seksualne perverzije (parafilije).